# Usole-Sibirskoje
Usole-Sibirskoje (russisk: Усо́лье-Сиби́рское, tr. Usóle-Sibírskoje) er en by i Irkutsk oblast, Sibiriske føderale distrikt i Den Russiske Føderation omkring 85 kilometer nordvest for oblastens administrative center, Irkutsk. Byen har 71.694(2025) indbyggere og blev grundlagt i 1669 .

## Geografi
Usole-Sibirskoje ligger på den venstre bred af floden Angara og er en stationsby på den Den transsibiriske jernbane, 5117 kilometer fra Moskva.

## Historie
Usole-Sibirskoje blev grundlagt i 1669 under navnet Usole – et arkaisk russisk ord for en saltproducerende by (”sol” betyder ”salt” på russisk). Byen blev grundlagt af kosakker efter de havde opdaget saltforekomster i en nærtliggende kilde. Salt er et sjældent mineral i Sibirien, der indtil da importerede det meste salt fra de fjertliggende Uralbjerge, hvilket gjorde det et meget dyrt produkt.
Sibirienvejen nåede byen i 1700-tallet fulgt af den transsibiriske jernbane i slutningen af 1800-tallet.
Bebyggelsen Usole fik bystatus i 1925, med endelsen Sibirskoje, for at differentiere den fra byen Usole ved floden Kama i Perm kraj.
Fra 1947 til 1953 var der i Usole-Sibirskoje en gulag arbejdslejr.

### Indbyggerudvikling
| År   | Indbyggertal |
| ---- | ------------ |
| 1897 | 3.000        |
| 1926 | 8.000        |
| 1939 | 20.124       |
| 1959 | 48.494       |
| 1970 | 86.747       |
| 1979 | 103.036      |
| 1989 | 106.496      |
| 2002 | 90.161       |
| 2010 | 83.327       |

Note: Data fra folketællinger (til 1926 afrundet)

## Kendte personer fra Usole-Sibirskoje
- Nadezjda Tsjizjova – atlet, der har vundet tre olympiske medaljer i kuglestød